# Maximilien Dubois-Descours de la Maisonfort
Pour les articles homonymes, voir Dubois, Descours et Maisonfort.

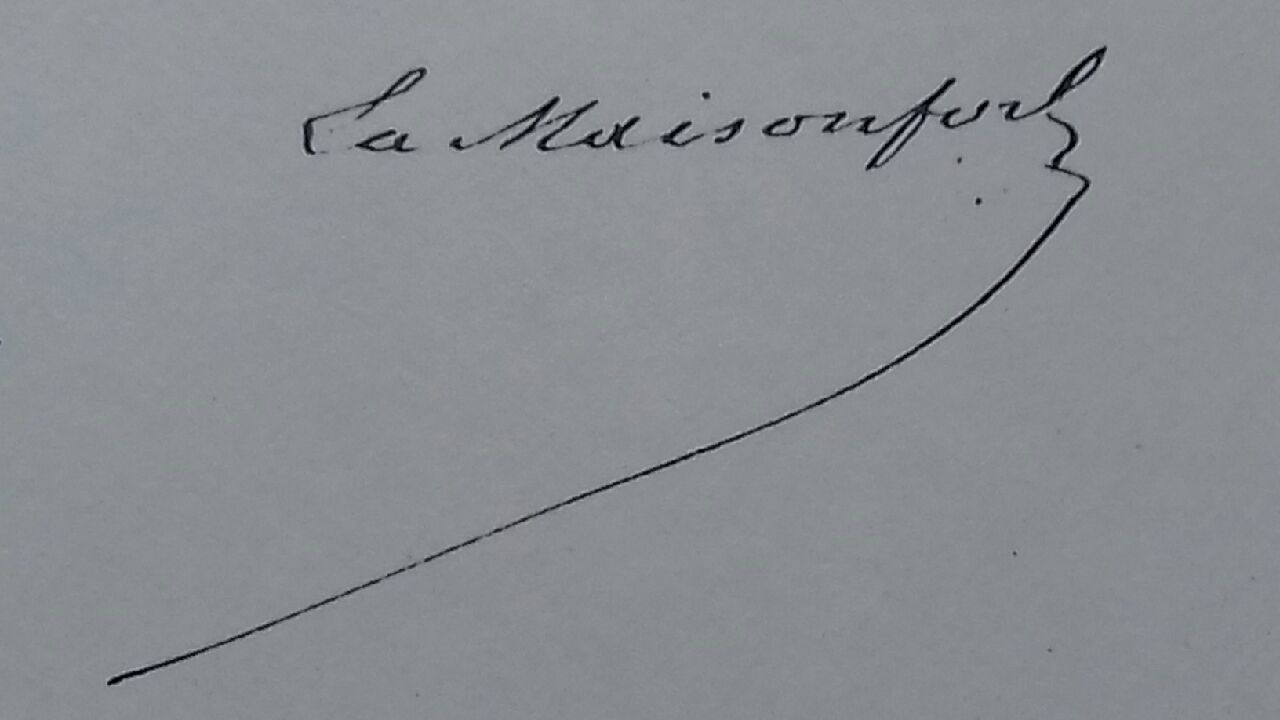
Lettre au ministre de la Guerre du 29 février 1848.

Maximilien Dubois-Descours de la Maisonfort est un général de division français, né à Bonn le 11 juin 1792, et mort à Paris le 25 mars 1848.

## Biographie

### Famille et carrière militaire
Il est fils d'Antoine François Philippe Dubois-Descours de la Maisonfort (1763-1827), général et écrivain, et de Pierre Louise Adélaïde Gascoing de Berthun (1761-1849). Ses parents ont émigré au début de la Révolution.
Il effectue toute sa carrière dans l'armée de terre.
Entré au service de l'empereur de Russie le 2 octobre 1808 comme guide de colonne, il effectue des campagnes en Moldavie en 1809 puis 1811, en Turquie en 1810. Il est nommé successivement sous-lieutenant le 29 décembre 1809, lieutenant le 10 septembre 1810, aide de camp en février 1812 et capitaine le 14 janvier 1814.
Peu après, il est employé au cabinet topographique de l'empereur Alexandre Ier de Russie puis attaché à l'ambassade de Stockholm. Il suit le maréchal Bernadotte en Allemagne et au Danemark. Il quitte le service de Russie comme major le 18 mai 1814. Le 1er juin 1814, il est nommé sous-lieutenant aux gardes du corps de la compagnie de Gramont.

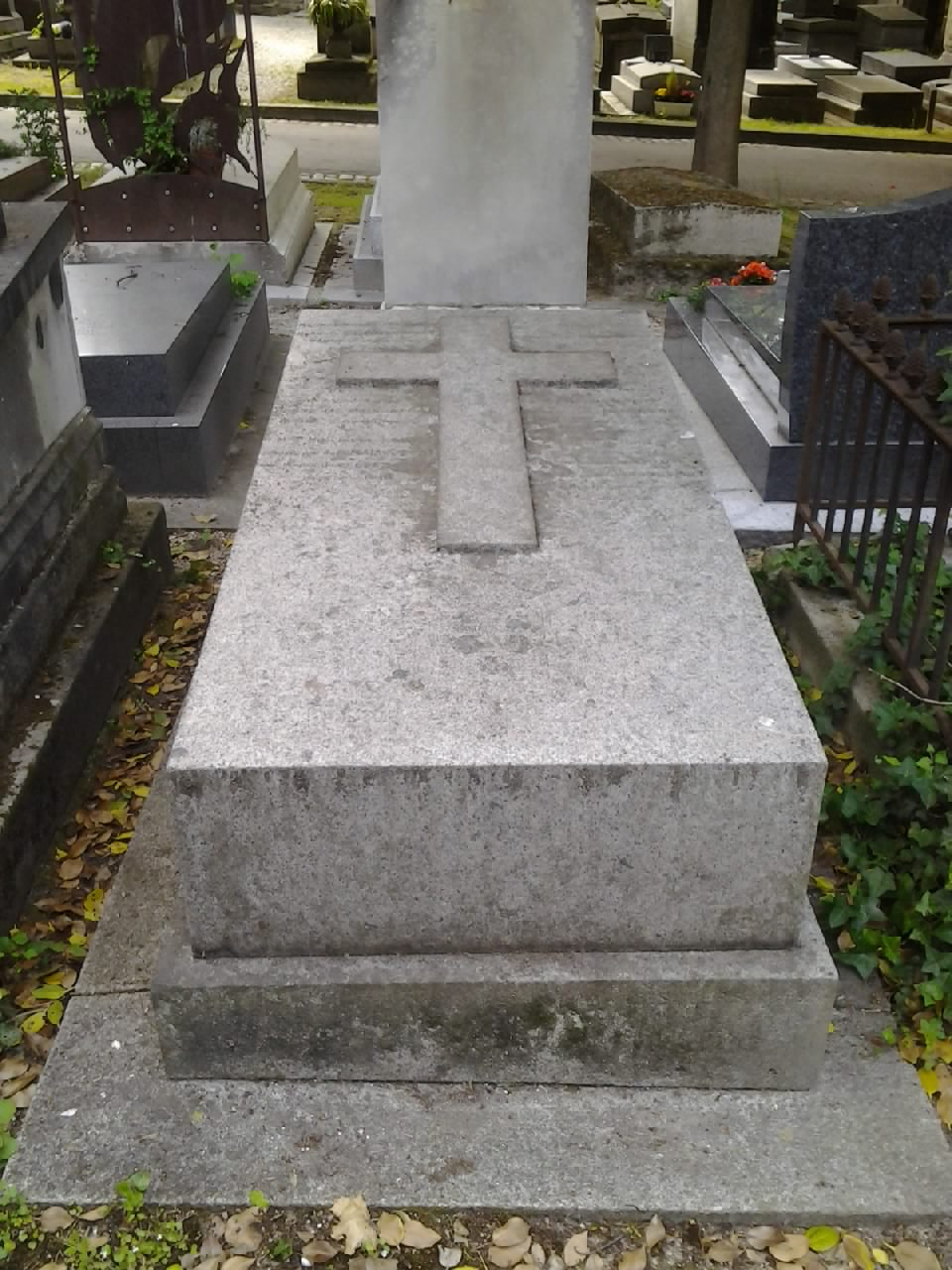
Sépulture au cimetière de Montmartre (Paris 9e).
Juin 2017.

En 1823, il est attaché au maréchal de Bellune à l'état major général de l'armée des Pyrénées, qui le charge de plusieurs missions délicates en Espagne. Nommé lieutenant des gardes du corps et colonel le 6 août 1823, il est fait officier de la Légion d'honneur le 30 août 1827. Il est élevé au grade d'aide-major de tout le corps le 17 juin 1829, avec rang de maréchal de camp, et il est confirmé dans son grade de général le 11 août 1830. Le 15 septembre 1830, il prête serment à la Monarchie de juillet devant le maire de La Charité-sur-Loire, et par ordonnance du 7 mai 1831, il intègre le cadre de réserve de l'état-major général. Dès cette époque, sa santé se dégrade. Il obtient un congé pour « aller faire usage des eaux thermales » au Mont-Dore à partir du 1er juillet 1832, « pendant la durée de la seconde saison des eaux ».
Le 2 avril 1834, il fixe sa résidence au château de Beffes (Cher), chez sa mère, mais cherche à obtenir des congés pour régler des affaires familiales à Paris.
Le 14 avril 1836, il demande à passer dans le cadre d'activité. Il réitère sa requête le 7 juillet 1837.
Il est maire de Beffes d'avril 1836 à avril 1837.
Le 29 décembre 1837, le préfet de la Nièvre écrit au ministre de la Guerre :

« M. le Maréchal de camp de la Maisonfort habite le département du Cher, mais par la situation de sa demeure qui est fort voisine de la Loire, à hauteur de La Charité, il a autant de relations dans la Nièvre que dans le Cher, et aux époques où il regnait de l'agitation dans différentes parties du Royaume, j'ai toujours eu l'œil ouvert sur cet officier Général, qui passe pour être très attaché à la branche ainée.
Je n'ai jamais eu rien de défavorable à dire sur le compte de M. de la Maisonfort. Comme Particulier, c'est un homme honorable, probe, estimé, et comme homme politique, l'affection qu'on lui attribue pour la famille déchue est reelle, on n'a jamais eu à lui reprocher ni actes, ni manifestation contraires au gouvernement actuel, et la droiture, la loyauté de son caractère, sont si connues que je ne doute pas que, s'il était employé et qu'il prêtat un serment au Roi, il l'observerait avec fidélité. »

Par décision royale du 30 mars 1838, une suite favorable est donnée à sa demande. Admis au cadre d'activité, il commande successivement le département des Hautes-Alpes (7e division militaire) le 31 mars 1838 (entrée en fonctions le 20 mai) puis la 2e brigade d'infanterie de la division active des Pyrénées-Orientales le 30 juin 1838. Par lettre adressée au ministre de la Guerre le 13 juillet 1838, il fait observer que depuis 25 ans, il n'a jamais commandé que des troupes à cheval mais espère que son « zèle suppléra au manque d'habitude pratique ».
Il sait soigner ses relations. Le 15 mai 1839, il s' « empresse » d'adresser ses félicitations au général Schneider, tout juste nommé ministre de la Guerre. « Au nom de l'Amitié que lui porte le Général Comte du Coëtlosquet », il lui demande la continuation de sa bienveillance.
Un certificat de visite, délivré le 7 février 1840, par l'hôpital militaire de Perpignan, précise que « le général marquis de la Maisonfort est atteint de duodéno-entérite compliquée de cystite dont les prodromes remontent à plus de deux mois, et dont les fréquentes rechutes ont déterminé un grand affaiblissement des forces physiques ». À partir de cette date, il sollicite régulièrement des postes plus rapprochés de Paris, à cause de sa santé (le climat du midi lui nuisant) comme de ses intérêts familiaux. Ses demandes de congés se poursuivent ; il en réclame même le prolongement.
À Perpignan, le général comte de Castellane, connu pour sa sévérité, appuie auprès du ministre de la Guerre le désir de son subordonné. Le 14 mars 1840, il écrit que « cet officier général est capable, ferme et militaire » et qu'il se séparera « avec peine de lui ». Le 7 décembre 1840, il affirme au maréchal Soult, président du conseil : « Cet officier général a éprouvé, il y a 15 mois, une forte maladie par suite des chaleurs de ce climat. (...) Je n'ai qu'à me louer de la manière de servir du Général La Maisonfort depuis plus de deux ans qu'il sert sous mes ordres. Il s'est mis à cette division bien au fait de son métier, il est ferme, actif, zélé ; malgré la peine que l'éprouverais de me séparer de lui, je ne puis que prier Monsieur le Maréchal d'accueillir favorablement sa demande ».
Par décision du 9 janvier 1841, il commande le département de la Manche. Une affectation au département de Seine-et-Oise, le 2 janvier 1841, lui arrache dès le 10 des mots vibrants de remerciement au ministre de la Guerre (« J'ose prier Votre Excellence de vouloir bien mettre aux pieds du Roi, l'expression de ma reconnoissance. Si cette grâce, qui remplit mes désirs, ne peut augmenter mon dévouement, qui est absolu, elle ajoute encore, s'il est possible, à la vive gratitude que j' éprouve pour les bontés de Votre excellence ») ; mais elle est aussitôt révoquée.
Depuis Rouen, le général Teste écrit le 20 avril 1841 au ministre de la Guerre : « Depuis que cet officier général se trouve sous mes ordres, je n'ai qu'à me louer de son zèle et de son exactitude dans l'accomplissement de ses services ».
Le 7 mai 1842, il rejoint le département d'Eure-et-Loir.
Le 22 avril 1846, il est nommé lieutenant général. En disponibilité, il s'installe à Paris, 5 rue Cadet.
En 1847, il obtient un congé d'un mois, du 7 juillet au 15 août, afin d'aller prendre au Havre et à Boulogne des bains de mer ordonnés pour raisons médicales. Mais n'acceptant pas son inactivité, il demande le 20 août 1847 de succéder, comme inspecteur général de cavalerie, au vicomte de Latour-maubourg alors malade. On lui répond que les troupes ont été réparties sur d'autres arrondissements. Mais dans le secret de son cabinet, prenant sans doute en compte l'âge déjà avancé et la santé déclinante du solliciteur, le ministre marque pour ce poste sa préférence au général Randon.

### Décès
Le 29 février 1848, il adresse au ministre de la Guerre une lettre ainsi rédigée, étonnante de la part d'un légitimiste :

« Monsieur le Ministre,
Quoique gravement malade et alité depuis plus de huit jours, je m'empresse d'adhérer aux dispositions du Gouvernement provisoire de la République.
Je suis avec respect,
Monsieur le Ministre,
votre très humble et très obéissant serviteur
Le Général de Division
La Maisonfort »

Il meurt en son domicile parisien, dans l'ancien 2e arrondissement, le 25 mars 1848. 
Après un service funèbre en l'église Notre-Dame de Lorette, il est inhumé le 26 au cimetière de Montmartre.
L'inventaire après décès est dressé le 10 avril suivant par François Louis Charles Pierre Paul Huillier. 

## Vie privée

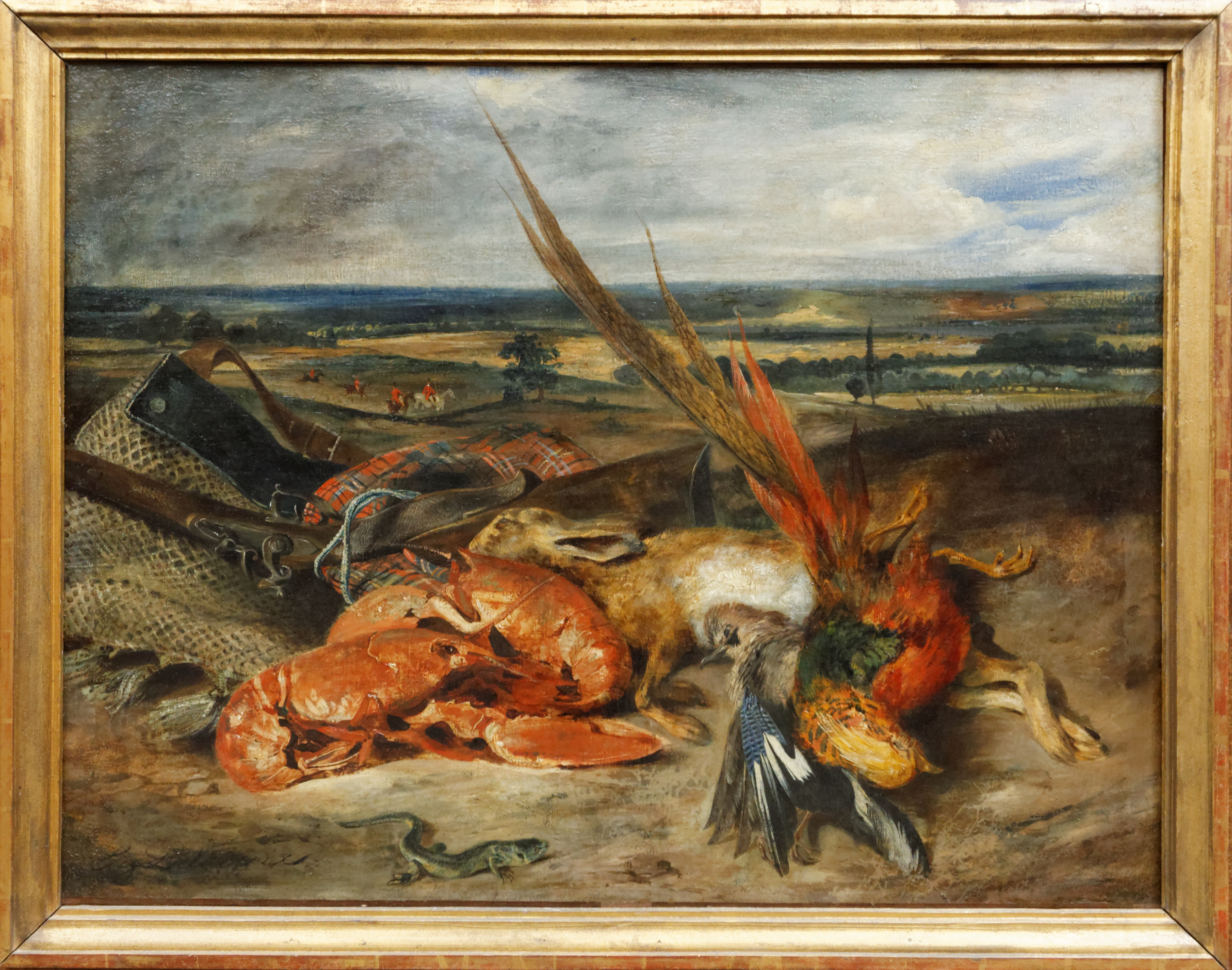
Eugène Delacroix - Nature morte aux homards (1826-1827). Musée du Louvre.

Dans le cercle familial, Maximilien Dubois-Decours de la Maisonfort est appelé Max.
Aux termes de son testament rédigé à Paris le 7 mai 1847, il institue comme légataire universelle Demoiselle Joséphine Delacquis, à qui il voue « depuis dix-neuf ans une tendre affection ». En mars 1848, Joséphine Delacquis, rentière, demeure 29 rue Lamartine. En 1851, elle vit à Saint-Denis. Ensuite on perd sa trace. Bien qu'ayant droit à la sépulture de Maximilien, il n'y est pas inhumée.
Parmi les objets mobiliers légués à Joséphine Delacquis, l'inventaire après décès cite, à l'article 24, « un grand tableau d'Eugène Delacroix représentant du gibier et accessoires de chasse dans son cadre de bois doré, prisé soixante francs ». Il s'agit de la Nature morte aux homards, peinte vers 1826-1827 pour le Général du Coëtlosquet, cousin du défunt. L'œuvre est conservée au musée du Louvre.

## Décorations

### Ordres français
- Ordre royal et militaire de Saint-Louis :
  - chevalier le 12 février 1814, nomination confirmée le 3 décembre 1826 ;
- Ordre de la Légion d'honneur[13] :
  - chevalier le 17 août 1822 ;
  - officier le 30 octobre 1827 ;
  - commandeur le 28 avril 1841.

### Ordres étrangers
- Ordre de Saint-Jean de Jérusalem (Russie impériale), « chevalier du prieuré russe catholique » le 8 octobre 1807 ;
- Ordre de Sainte-Anne de Russie, chevalier de 3e classe le 20 janvier 1810 ;
- Épée d'or portant l'inscription Pour la bravoure, offerte par Alexandre Ier de Russie le 31 juillet 1810 ;
- Ordre de Saint-Vladimir de Russie, chevalier de 4e classe le 1er août 1811 ;
- Ordre de Saint-Georges de Russie, chevalier de 4e classe le 20 octobre 1813 ;
- Ordre de l'Épée de Suède, chevalier le 15 janvier 1814 ;
- Ordre du mérite militaire de Prusse, chevalier le 30 mai 1814 ;
- Ordre de Charles III d'Espagne, « chevalier du nombre extraordinaire » (= grand officier) le 14 janvier 1827[14].

## Transmission du nom et du titre nobiliaire
Maximilien Dubois-Descours de la Maisonfort meurt célibataire et sans postérité.
En exécution de ses dispositions testamentaires, son petit-cousin par alliance Louis Ernest Philibert Conte, est chargé de relever le titre de noblesse. Ce receveur des finances a épousé en 1842, dans l'ancien 3e arrondissement de Paris, Marie Élisabeth Pulchérie de Clérembault,. Par décret du 31 octobre 1856, il a obtenu l'autorisation de joindre à son nom de famille le patronyme Dubois-Descours de la Maisonfort de Françoise Nicole Marie, comtesse du Coëlosquet (1762-1827), grand-mère paternelle de sa femme. Mais leur seul fils, Charles, meurt en bas âge dès 1857. La lignée s'éteint définitivement en 1924 au décès de sa fille Jeanne, veuve de Charles de Lesseps, fils du célèbre ingénieur.
Philibert Conte, son épouse et trois de leurs enfants reposent au cimetière de Montmartre auprès de Maximilien Dubois-Descours de la Maisonfort. Encore en bon état, la sépulture n'est plus entretenue.